# Дзоз, Виталина Алексеевна
Виталина Алексеевна Дзоз (род. 16 ноября 1955, Кривой Рог, Днепропетровская область) — депутат Верховной рады Украины VII созыва, член Партии регионов. Кандидат биологических наук и доктор философских наук. Государственный служащий 3-го ранга (август 2002).

## Биография

### Образование
- 1978 — Симферопольский государственный университет им. М. В. Фрунзе, специальность — биология, квалификация — преподаватель биологии и химии.
- 1999 — Украинская Академия государственного управления при Президенте Украины, специальность — государственное управление, квалификация — магистр государственного управления.

### Трудовая деятельность
- 1978—1990 — директор школы, заместитель директора по учебно-воспитательной работе, учитель биологии.
- 1990—1994 — заместитель, 1994—2002 гг. — председатель Массандровского поселкового совета.
- 2002—2005 — заместитель председателя Совета министров Автономной Республики Крым.
- 2005—2006 — председатель постоянной комиссии Верховной Рады Автономной Республики Крым по социальным вопросам и здравоохранению.

С августа и. о., с ноября 2010 г. по 12 декабря 2012 г. министр образования и науки, молодёжи и спорта (до 16 февраля 2011 министр образования и науки) Автономной Республики Крым.
С декабря 2012 года — народный депутат Украины.
с 2014 г является гражданкой России.
С 2017 г. — первый заместитель директора Гуманитарно-педагогической академии (филиал) ФГАОУ ВО «Крымский федеральный университет имени В. И. Вернадского» в г. Ялте.

### Общественная деятельность
- 2002—2006 — депутат Верховной Рады Автономной Республики Крым;
- 1995—1999 — депутат Ялтинского городского совета.

### Депутатская деятельность
На парламентских выборах 2012 года Виталина Дзоз была избрана депутатом Верховной рады Украины от Партии регионов по одномандатному мажоритарному избирательному округу № 1 (Центральный и Железнодорожный районы Симферополя). По результатам голосования набрала 38,76 % голосов избирателей.
Всего по одномандатному избирательному округу № 1 баллотировалось 20 кандидатов (16 из них были выдвинуты политическими партиями, 4 — самовыдвиженцы). Наиболее известными оппонентами Виталины Дзоз были народный депутат VI созыва, бывший первый секретарь Крымского республиканского комитета Компартии Украины Леонид Грач (самовыдвиженец) — 17,98 % голосов избирателей, член Коммунистической Партии Украины Олег Соломахин — 10,58 % голосов и депутат ВР АРК, глава партии «Русское единство» Сергей Аксенов — 9,12 %.
После смены власти на Украине, 3 июня 2014 года вышла из Партии Регионов и вошла в состав депутатской группы «За мир и стабильность».
18 сентября 2014 года на пресс-конференции заявила о сложении с себя депутатских полномочий в связи с первыми выборами в Крыму как субъекте РФ, однако до окончания в ноябре работы Верховной рады 7 созыва полномочия официально не были прекращены.

## Награды
- Заслуженный работник образования Украины;
- Заслуженный работник образования Автономной Республики Крым;
- Почётная грамота Верховной рады Украины.
- Премия Автономной Республики Крым за 2005 год в номинации «Образование» — за создание первого в Украине специализированного факультета для студентов-инвалидов в Крымском гуманитарном университете (г. Ялта)[5]

## Интересные факты
Читателями крымского выпуска газеты «Сегодня» в марте 2013 года признана «Идеальной женщиной Крыма»
По результатам исследования, проведенного общественным движением «ЧЕСТНО», Виталина Дзоз считалась самым открытым и доступным для избирателей депутатом-мажоритарщиком в Автономной Республике Крым.